# Elitserien i speedway 2005
Elitserien i speedway var den högsta divisionen för speedway i Sverige 2005. De fyra bästa gick vidare till semifinal i slutspel och sedan möttes vinnarna Västervik Speedway och VMS Elit i final. Svenska mästare blev Västervik Speedway från Västervik.

## Grundserien
Grundserien kördes 26 april-6 september 2005.
| Pos | Klubb              | Matcher | Vinster | Oavgjorda | Förluster | Poäng + | Poäng - | Poängskillnad | Lagpoäng |
| --- | ------------------ | ------- | ------- | --------- | --------- | ------- | ------- | ------------- | -------- |
| 1   | Västervik Speedway | 18      | 14      | 1         | 3         | 952     | 772     | 180           | 35       |
| 2   | VMS Elit           | 18      | 11      | 2         | 5         | 934     | 793     | 141           | 32       |
| 3   | Dackarna           | 18      | 11      | 1         | 6         | 914     | 814     | 100           | 30       |
| 4   | Smederna           | 18      | 11      | 0         | 7         | 887     | 838     | 49            | 28       |
| 5   | Masarna            | 18      | 10      | 2         | 6         | 869     | 857     | 12            | 28       |
| 6   | Rospiggarna        | 18      | 8       | 1         | 9         | 866     | 861     | 5             | 21       |
| 7   | Piraterna          | 18      | 8       | 0         | 10        | 818     | 866     | -48           | 20       |
| 8   | Indianerna         | 18      | 5       | 0         | 13        | 770     | 914     | -144          | 11       |
| 9   | Vargarna           | 18      | 4       | 1         | 13        | 782     | 942     | -160          | 11       |
| 10  | Kaparna            | 18      | 4       | 0         | 14        | 796     | 931     | -135          | 9        |

Pos = Position; S = Spelade matcher; V = Vunna matcher; O = Oavgjorda matcher; F = Förlorade matcher;
 PF = Poäng för laget i matcher; PM = Poäng mot laget i matcher; PSK = Poängskillnad för laget i matcher; P = Poäng
|  |                        |
|  | Klara för slutomgångar |
|  | Nedflyttade            |

## Slutomgångar

### Semifinaler
- 13 september 2005: Luxo Stars-Västervik 45-51
- 13 september 2005: Smederna-VMS Elit 49-47
- 14 september 2005: Västervik-Luxo Stars 58-38 (totalt 109-83 till Västervik Speedway)
- 14 september 2005: VMS Elit-Smederna 56-40 (totalt 103-89 till VMS Elit)

### Finaler
- 27 september 2005: VMS Elit-Västervik 49-47
- 28 september 2005: Västervik-VMS Elit 52-44 (totalt 99-93 till Västervik Speedway)

Västervik Speedway svenska mästare i speedway 2005.